# خون‌آشام کوچک
خون‌آشام کوچک (انگلیسی: The Little Vampire) فیلمی در ژانر فانتزی و کمدی ترسناک به کارگردانی اولی ادل است که در سال ۲۰۰۰ منتشر شد.

## داستان
فیلم داستان جوانی به نام «تون» است که می‌خواهد در زندگی‌اش مقداری ماجراجویی داشته باشد. چیزی که او بدست می‌آورد «رادلف» است، یک پسر خون‌آشام و مهربان…